# Emmanuelle Bach

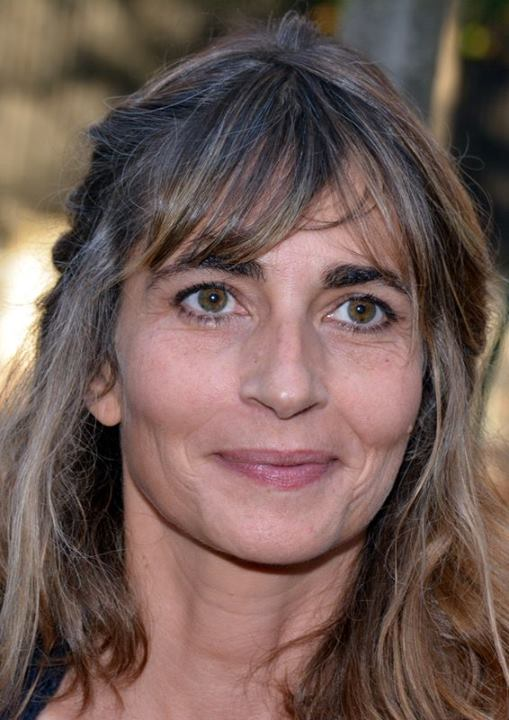
Emmanuelle Bach (2013)

Emmanuelle Bach (* 30. Mai 1968 in Paris; eigentlich Emanuelle Anouk El Kabbach bzw. Emanuelle Elkabbach) ist eine französische Filmschauspielerin.

## Leben
Emmanuelle Bach kam 1968 als Tochter der deutschstämmigen Holda Fonteyn (geb. Trenkle, 1938–2017) und des in Algerien geborenen jüdischstämmigen Journalisten Jean-Pierre Elkabbach (1937–2023) in Paris zur Welt. Bach, deren Eltern sich 1973 scheiden ließen, studierte zunächst Geschichte und wollte anschließend Politikwissenschaft studieren. Nachdem sie ihre Liebe zur Schauspielerei entdeckt und Schauspielkurse bei Jean-Laurent Cochet genommen hatte, stand sie für Philippe de Brocas Filmkomödie Gemischtes Doppel (1991) in der Rolle einer Krankenschwester erstmals vor der Filmkamera. Es folgten vor allem Auftritte im Fernsehen, so auch in den US-amerikanischen Fernsehserien Der Klient nach John Grishams gleichnamiger Romanvorlage, V.I.P. – Die Bodyguards und New York Cops – NYPD Blue.
In Frankreich war sie von 2000 bis 2008 als Kriminalbeamtin Agathe Monnier regelmäßig in der Krimiserie P. J. zu sehen. In der während der deutschen Besetzung Frankreichs spielenden Serie Un Village Français – Überleben unter deutscher Besatzung bekleidete Bach von 2009 bis 2017 die Rolle der opportunistischen und antisemitischen Jeannine Schwartz, die jedoch nach ihrer Übernahme eines Sägewerks die Résistance finanziell unterstützt.
Von 1997 bis 2001 war Bach mit dem US-Amerikaner Mitchell Binder (* 1957) verheiratet, der als „Associate Producer“ bzw. „Location Manager“ zum Stab der Serien Der Klient und V.I.P. – Die Bodyguards gehörte.

## Filmografie (Auswahl)
- 1991: Gemischtes Doppel (Les Clés du paradis)
- 1994: Die Sandburg (Petits arrangements avec les morts)
- 1994: Un dimanche à Paris
- 1995–1996: Der Klient (The Client) (TV-Serie, drei Folgen)
- 1996: Le Fou de la tour (TV-Film)
- 1996: Les Frères Gravet
- 1997: Am Morgen danach (Post coïtum animal triste)
- 1998: V.I.P. – Die Bodyguards (V.I.P.) (TV-Serie, eine Folge)
- 1999: New York Cops – NYPD Blue (NYPD Blue) (TV-Serie, eine Folge)
- 1999: Warten auf Schnee (En attendant la neige)
- 2000–2008: P. J. (TV-Serie, 103 Folgen)
- 2003: Die Unbekannte aus der Seine (Aurélien) (TV-Film)
- 2005: Jeff et Léo, flics et jumeaux (TV-Serie, eine Folge)
- 2007: Avocats & associés (TV-Serie, eine Folge)
- 2009–2017: Un Village Français – Überleben unter deutscher Besatzung (Un village français) (TV-Serie, 58 Folgen)
- 2010: Coup de chaleur (TV-Film)
- 2010: Un bébé pour mes 40 ans (TV-Film)
- 2013: Enquêtes réservées (TV-Serie, eine Folge)
- 2013–2014: Clem (TV-Serie, fünf Folgen)
- 2014: 24 jours
- 2014–2016: Spin – Paris im Schatten der Macht (Les Hommes de l’ombre) (TV-Serie, zwölf Folgen)
- 2016: Crime Scene Riviera (Section de recherches) (TV-Serie, eine Folge)